# اسپون رادیو
اسپون رادیو (انگلیسی: Spoon Radio) شرکت رسانه‌ای کره‌ای است، که در سال ۲۰۱۶ تأسیس شد.